# La Belle Amour humaine
La Belle Amour humaine est un roman haïtien de Lyonel Trouillot publié le 12 août 2011 chez Actes Sud. Le roman reçoit le Grand prix du roman métis la même année ainsi que le prix du salon du livre de Genève en 2012.

## Historique
Le roman fait partie des quatre finalistes du prix Goncourt en 2011, remporté cette année-là par Alexis Jenni pour L'Art français de la guerre. Il reçoit toutefois le Grand prix du roman métis le 9 novembre 2011 et le prix du salon du livre de Genève l'année suivante.

## Accueil de la critique
Le roman est globalement bien accueilli par la critique. Le Monde voit dans ce roman une « fable porteuse de vie et d'utopie où revient une interrogation lancinante, entêtante : "Quel usage faut-il faire de sa présence au monde ?" » à laquelle l'auteur « répond à sa manière, sensible, élégante et quelque peu inquiétant ». L'Obs souligne également la « peur » qui rôde dans ce roman mais considère à l'inverse que Lyonel Trouillot répond à la même question de « manière un peu emphatique » en concluant toutefois qu'« à force de régionalisme, il touche l’universel ».

## Éditions
- Actes Sud, Arles, 2011  (ISBN 978-2-7427-9920-6)[5]
- Actes Sud, coll. « Babel », no 1192, 2013  (ISBN 978-2-330-01871-9), 176 p.